# Buhne (Auto)
Die Firma Heinrich Buhne war ein deutscher Stellmacherbetrieb, der in Berlin ansässig war.
1919 gründete Heinrich Buhne (1889–1968) einen Karosseriebaubetrieb in Berlin. Bereits 1923 beschickte er einen Stand auf der Berliner Automobil-Ausstellung mit drei Fahrzeugen. Er hatte sich auf Taxis spezialisiert und war in den 1920er Jahren für preisgünstige, aber solide Aufbauten auf Fahrgestellen vieler namhafter Automobilhersteller (zum Beispiel Steyr oder Adler) bekannt. Auch einzelne Cabriolets entstanden.
Im Zweiten Weltkrieg arbeitete die Firma für die Wehrmacht und die Fertigungsanlagen wurden zum Schutz vor Fliegerangriffen nach Mecklenburg verlegt. Mit dem Kriegsende 1945 fielen diese Anlagen in die Hände der Sowjetunion und wurden vermutlich komplett demontiert.
Nach dem Krieg gründete Buhne seinen Betrieb noch einmal in Berlin. Dieser neue Betrieb mit etwa 50 Mitarbeitern (Stand: 1996) stellte nur noch Spezialaufbauten für Nutzfahrzeuge, insbesondere Aufbauten für Feuerwehr-Fahrzeuge und -Geräteanhänger her. Da jedoch der Markt für solche Fahrzeuge aufgrund von zunehmender Standardisierung bzw. Verwendung von Allround-Fahrzeugen zu klein wurde, um noch erfolgreich mit deutlich größeren Herstellern wie Ziegler und Metz konkurrieren zu können, wurde die Firma Buhne 2005 aufgelöst.